# Shing-Tung Yau
Shing-Tung Yau (en xinès 丘成桐, Shantou, 4 d'abril de 1949) és un matemàtic nord-americà nascut a la Xina, conegut pels seus treballs en geometria diferencial i en la varietat de Calabi-Yau.
Va estudiar matemàtiques a la Universitat de Hong Kong des de 1966 fins al 1969 però es va graduar a la Universitat de Califòrnia, Berkeley sota la supervisió de Shiing-Shen Chern i Charles B. Morrey. Després, el 1971, va rebre el seu doctorat en matemàtiques. El 1974 es va convertir en professor de la Universitat Stanford, el 1979 es va traslladar a l'Institut d'Estudis Avançats de Princeton. Des de 1984 fins al 1987 va ser professor a UC San Diego, traslladant-se aquest any a Harvard.
Ha rebut nombrosos premis i reconeixements al llarg de la seva vida. Entre ells destaca la Medalla Fields que li va atorgar la Unió Matemàtica Internacional el 1982. Altres premis són el MacArthur el 1984 i el Premi Crafoord el 1994, a més de la National Medal of Science lliurada pel President dels Estats Units.